# Saúl Prada-Pedreros
Saúl Prada-Pedreros är en colombiansk forskare vid Pontificia Universidad Javeriana i Bogotá. Han har bland annat beskrivit fiskarten Nannacara adoketa tillsammans med den svenske iktyologen Sven O. Kullander.